# كوخ العرق

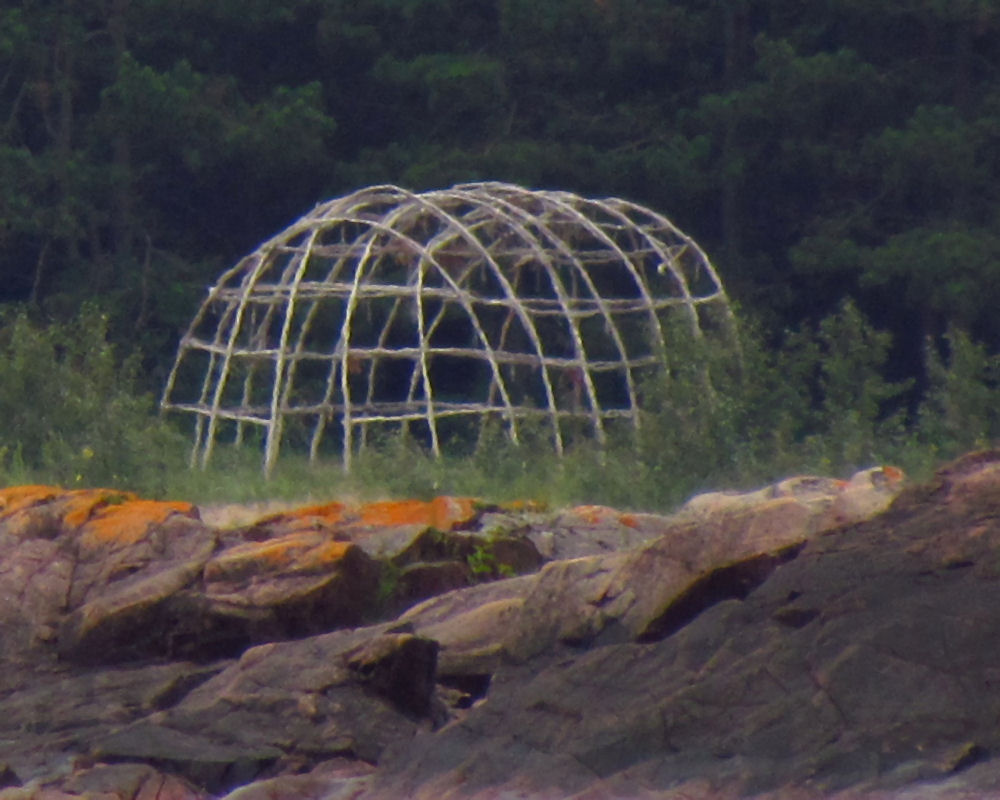
إطار كوخ عرق في أوجيبوي

كوخ أو نُزُل العَرَق هو كوخ منخفض، عادة ما يكون على شكل قبة أو مستطيل، ومصنوع من مواد طبيعية. هيكله عبارة عن كوخ، ويُطلق على المراسم التي يتم إجراؤها داخل الهيكل اسم مراسم التطهير أو فقط تسمى التعرق. تقليديا الهيكل بسيط، مبني من شتلات الأشجار مغطاة بالبطانيات وأحيانا بجلود الحيوانات. في الأصل، تم استخدامه فقط من قبل بعض الشعوب الأصلية في الأمريكتين، ولا سيما هنود السهول، ولكن عند صعود القومية الهندية، تبنته العديد من الدول التي لم يكن لديها في الأصل حفل كوخ العرق، وكان هذا مثيرا للجدل.
في جميع الحالات، يُقصد بالتعرق أن يكون احتفالًا دينيًا - فهو للصلاة والشفاء، وفقط يقود الحفل كبار السن الذين يعرفون اللغة والأغاني والتقاليد وقوانين السلامة المرتبطة بها. بصورةٍ مختلفة، يمكن أن تكون المراسم خطيرة إذا تم إجراؤها بشكل غير صحيح.
كما تم تقليد كوخ العرق من قبل بعض السكان غير الأصليين في أمريكا الشمالية وتقليده دوليًا ايضاً، مما أدى إلى ردات فعل مثل إعلان لاكوتا للحرب واعلان تصريحات مماثلة من شيوخ السكان الأصليين تعلن أن هذه التقليد تعتبر عمليات اختلاس خطيرة وغير محترمة ويجب أن تتوقف.

## التقاليد
الأمريكيون الأصليون في العديد من المناطق لديهم احتفالات كوخ العرق. على سبيل المثال، تقوم شعوب تشوماش في الساحل الأوسط بولاية كاليفورنيا ببناء أكواخ للعرق في المناطق الساحلية بالتعاون مع مواقع السكن. مارست قبائل أمريكا الوسطى القديمة في المكسيك، مثل الأزتك والأولمك، مراسم استحمام العرق المعروفة باسم تيمازكال كطقوس دينية للتكفير عن الذنب والتطهير.

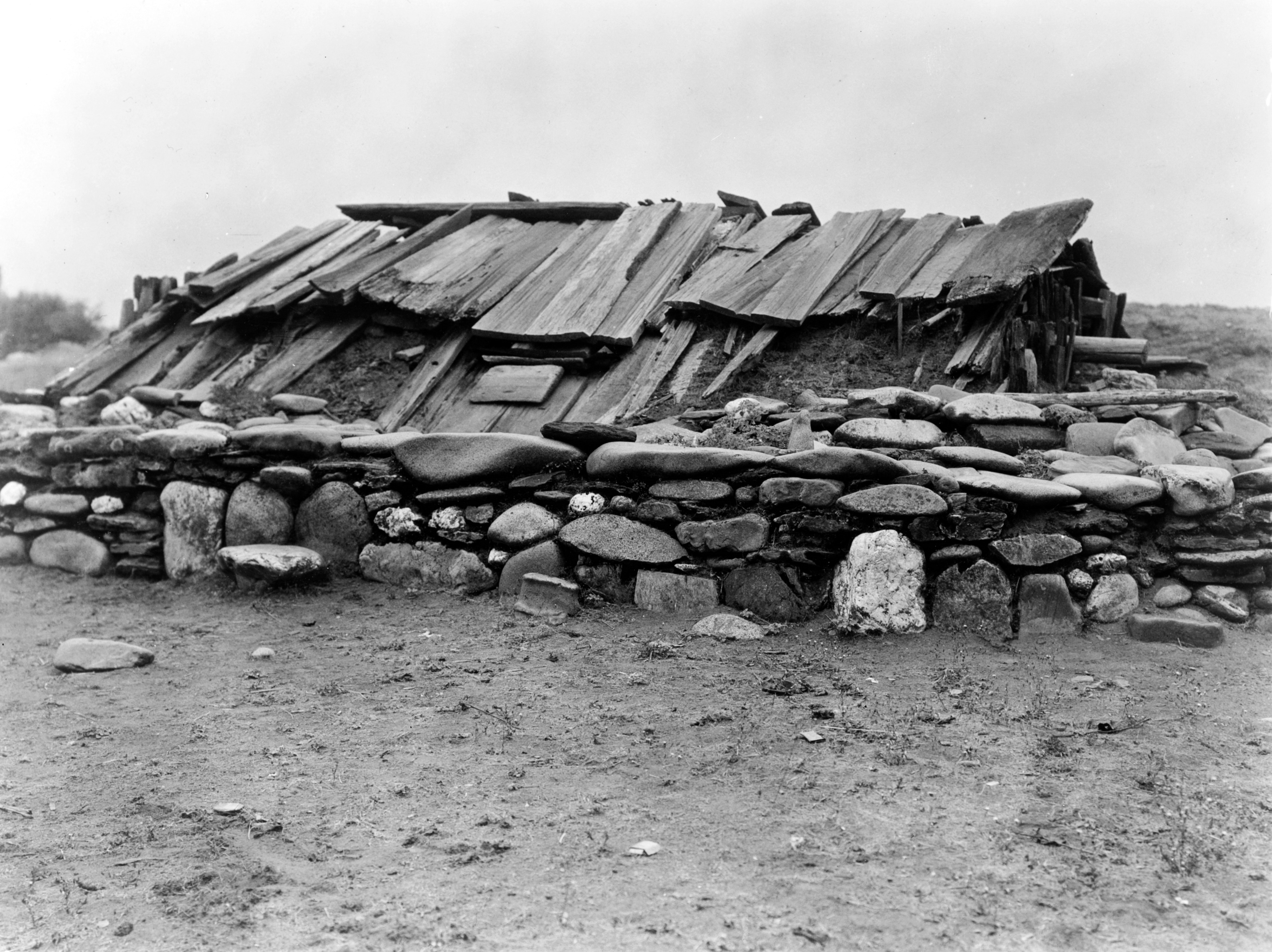
مبنى "هوبا" الهندي تحت الأرض مغطى بسقف من الألواح الخشبية ومحاط بجدار من الصخور الكبيرة

تختلف التقاليد المرتبطة بالتعرق إقليميا وثقافيا. غالبًا ما تشتمل مراسم الاحتفالات على الصلوات والأغاني التقليدية. في بعض الثقافات، قد يكون قرع الطبول والتقرب لعالم الأرواح جزءًا من الحفل، أو قد يكون احتفال كوخ العرق جزءًا من حفل آخر أطول مثل حفل رقصة الشمس. تتضمن بعض الممارسات الشائعة والعناصر الرئيسية المرتبطة بكوخ العرق ما يلي:
- التدريب - تتطلب ثقافات السكان الأصليين ذات تقاليد احتفال نُزُل العَرَق أن يخضع شخص ما لتدريب مكثف لسنوات عديدة حتى يُسمح له بقيادة نُزُل. أحد المتطلبات هو أن يكون القائد قادرًا على الصلاة والتواصل بطلاقة باللغة الأصلية لتلك الثقافة، وأن يفهم كيفية إجراء الحفل بأمان. يتم منح هذا الدور القيادي من قبل حكماء ذلك المجتمع، أي لا يقوم بتعيين نفسه. لا يُعهد بالقيادة إلا لمن هم كاملوا العضوية في المجتمع والذين يعيشون في المجتمع ايضاً. لا يتم منحها أبدًا للغرباء الذين يغادرون بعد ذلك ويخونون أمانة قيادة الحفل.[2][3][4][5]
- الاتجاه - باب الكوخ قد يواجه النار المقدسة. إن الاتجاهات الأساسية للكوخ قد تكون لها رمزية في تلك الثقافة التي تقيم حفل التعرق، وقد تكون لهدف معين. حيث غالبًا ما يُنظر إلى وضع وتوجيه الكوخ في بيئته لتسهيل ارتباط الاحتفال بعالم الارواح، فضلاً عن الاعتبارات العملية للاستخدام.
- البناء - تم بناء الكوخ بشكل عام بعناية ومعرفة كبيرين، مع الاخذ بعين الاعتبار بيئته المقام بها والمواد المستخدمة.
- الملابس - في كوخ الأمريكيين الأصليين عادة ما يرتدي المشاركون ملابس بسيطة مثل السراويل القصيرة أو الفساتين الفضفاضة، حيث ان التواضع هو المهم وليس العرض.

## المخاطر

### التأثيرات الجسدية
حتى أن الأشخاص ذوي الخبرة في التعرق، والذين يحضرون الاحتفالات التي يقودها زعيم احتفالي أمريكي أصلي تقليدي مدرب بشكل مناسب ومعتمد، يمكن أن يتعرضوا لمشاكل بشكل مفاجئ بسبب بعض القضايا الصحية الاساسية. لذلك يوصي القادة الروحيون في لاكوتا بأن يحضر الناس الكوخ فقط مع القادة الروحيين التقليديين المصرح لهم.
كانت هناك تقارير عن حالات وفاة ذات صلة بالنُزُل ناتجة عن التعرض المفرط للحرارة أو الجفاف أو استنشاق الدخان أو البناء غير المناسب للنُزُل مما يؤدي إلى الاختناق.
إذا استخدمت الصخور، من المهم عدم استخدام صخور الأنهار أو أي من أنواع الصخور التي تحتوي جيوب هوائية. ويجب أن تكون الصخور جافة تمامًا قبل التسخين. يمكن أن تتشقق الصخور ذات الجيوب الهوائية أو الرطوبة الزائدة وربما تنفجر في النار أو عندما يضربها الماء. أيضا فإن الصخور المستخدمة سابقًا قد تمتص الرطوبة إلى داخلها مما يؤدي إلى حدوث تشققات أو تهشم.

### حالات الوفاة
فيما يلي قائمة بالوفيات المبلغ عنها والمتعلقة بطقوس العرق غير التقليدية «العصر الجديد»:
- جوردون رينولدز، 43 عامًا (توفي في 21 نوفمبر 1996)[9]
- كيرستن بابكوك، 34 عامًا (توفي عام 2002)[8][10]
- ديفيد توماس هوكر، 36 عاماً (توفي عام 2002)[11]
- روين كوك، 37 عامًا (توفي عام 2004)[8]
- بيج مارتن، 57 عامًا (توفي في 17 يوليو 2009)[12][13]
- كيربي براون، 38 عامًا، من ويست تاون، نيويورك (توفي في 9 أكتوبر / تشرين الأول 2009)[14][15][16]
- ليزبيث نيومان، 49 عامًا، من بريور ليك، مينيسوتا (توفيت في 17 أكتوبر 2009)[16]
- جيمس شور، 40 عامًا، من ميلووكي، ويسكونسن (توفي في 9 أكتوبر 2009)[16][17]

### وفيات سيدونا وشكوى شعب لاكوتا
في أكتوبر 2009، وخلال اعتكاف العصر الجديد الذي نظمه جيمس آرثر رأي، توفي ثلاثة أشخاص وأصيب 21 آخرون بالمرض أثناء حضورهم نُزُلًا مزدحماً للعرق ومجهز بشكل غير صحيح يضم حوالي 60 شخصًا ويقع بالقرب من سيدونا، أريزونا. قبض على رأي من قبل مكتب عمدة مقاطعة يافاباي فيما يتعلق بوفاة 3 فبراير 2010، وحددت الكفالة بمبلغ 5 ملايين دولار. ردًا على هذه الوفيات، أصدر الزعيم الروحي في لاكوتا أرفول لوكينغ هورس بيانًا مقتبس منه جزئيًا:
ومعنى الاقتباس بالعربية: إن شعبنا الأول يجب أن يكتسب الحق في سكب «wic'oni الصغير» أي ماء الحياة على «محارة inyan» أي على شعب الحجَر لإنشاء "Inikag'a" - وهذا عن طريق ذهاب شخص إلى السعي وراء الرؤية لمدة أربع سنوات وعنده خبرة أربع سنوات في اقامة حفل أمريكي اصلي ومن ثم يقوم بوضع Inikag'a في مراسم الاحتفال ليرسم - وهكذا يدرك ان الشخص قد حصل الآن على هذا الحق في رعاية حياة الاشخاص خلال التطهير، ويجب أن يكون أيضًا قادرين على فهم لغتنا المقدسة، ليكون قاد على فهم رسائل الأجداد، لأنهم قدماء، هم أسلافنا الروحيون، يمشون ويعلمون قيم ثقافتنا؛ في التواضع والحكمة والاهتمام والرحمة. إن الذي حدث في أخبار استحمام الساونا الذي يدعى «كوخ العرق» ليس طريقتنا الاحتفالية في الحياة!
في 2 نوفمبر 2009، رفع شعب لاكوتا دعوى قضائية ضد الولايات المتحدة، وولاية أريزونا، وجيمس آرثر راي، ومالكي مواقع مركز إنجيل فالي ريتريت، لإلقاء القبض على راي ومالكي الموقع ومعاقبتهم بموجب معاهدة سيوكس لعام 1868 بين الولايات المتحدة وأمة لاكوتا. تنص تلك المعاهدة على أنه "إذا ارتكب الأشرار من البيض أو غيرهم من الأشخاص الخاضعين لسلطة الولايات المتحدة أي خطأ على شخص أو ممتلكات الهنود، ستقوم الولايات المتحدة بالمضي قدمًا على الفور لإعتقال الجاني ومعاقبته وفقًا لقوانين الولايات المتحدة، وكذلك عليها تعويض الشخص المصاب عن الخسارة التي تكبدها.
يرى شعب لاكوتا أن جيمس آرثر راي ومركز إنجيل فالي ريتريت «انتهك السلام بين الولايات المتحدة وأمة لاكوتا» وأدى إلى «تدنيس أوينيكيغا المقدسة (أي حفل التطهير) عن طريق التسبب في وفاة ليز نيومان، كيربي براون وجيمس شور». بالإضافة إلى ذلك، تدعي لاكوتا أن جيمس آرثر راي ومركز أنجيل فالي ريتريت قاموا بانتحال هوية الهنود عن طريق الاحتيال لذلك يحب أن يتحملوا المسؤولية عن التسبب في الوفيات والإصابات، وهم الذين يتحملون مسؤولية تدمير الأدلة من خلال تفكيك كوخ العرق. تسعى الدعوى إلى تنفيذ المعاهدة ولا تسعى للحصول على تعويضات مالية.
قبل الدعوى، قام الخبراء الأمريكيون الأصليون في نزل العرق بانتقاد بناء وسلوك النزل (المبلغ عنه) باعتباره لا يوافق الطرق التقليدية (من حيث «الوقوع» و «السخرية» و «التدنيس»). وأعرب القادة الهنود عن قلقهم وصلواتهم من أجل القتلى والجرحى. وقال القادة إن الاحتفال هو أسلوب حياتهم وليس ديانة كما يراها الرجال البيض. إنها ملكية أمريكية أصلية محمية بموجب قانون الولايات المتحدة وإعلان الأمم المتحدة. يجب أن يكون الاحتفال فقط في أيدي النواقل الخاضعة للعقوبات من الدول الشرعية. أما تقليديًا فيخضع القائد النموذجي إلى تدريب مهني مدته من 4 إلى 8 سنوات قبل السماح له برعاية الأشخاص في أي نُزل، وهكذا يسمى رسميًا كاحد من القادة الاحتفاليين وأمام المجتمع. يُطلب من المشاركين الإخبار كلما شعروا بعدم الارتياح وعادة ما يتم إيقاف الحفل لمساعدتهم. قيل إن بناء النزل ليس من عادته أن يكون من مواد غير قابلة للتنفس، وقيل إن فرض رسوم على الحفل غير مناسب. لا يقبل ان يكون عدد المشاركين مرتفع للغاية لان مدة الحفل طويلة جدًا. وأيضا يقولون إن احترام كبار السن أمر مهم لتجنب الأحداث المؤسفة الناتجة عن ضيق التنفس أو غيرها. ووصفت تلك المأساة بأنها «إهمال واضح» من حيث تجاهل سلامة المشاركين والإهمال الصريح. فدائما يسعى مجتمع الأمريكيين الأصليين إلى منع إساءة استخدام تقاليدهم الخاصة بنُزُل العَرَق. ناقش المنظمون انه يجب إضفاء الطابع الرسمي على الموجهين والمشرفين للحصول على قادة مراسم حفل موثوقين ومستقلين.

## الهياكل والطقوس المماثلة في الثقافات الأخرى

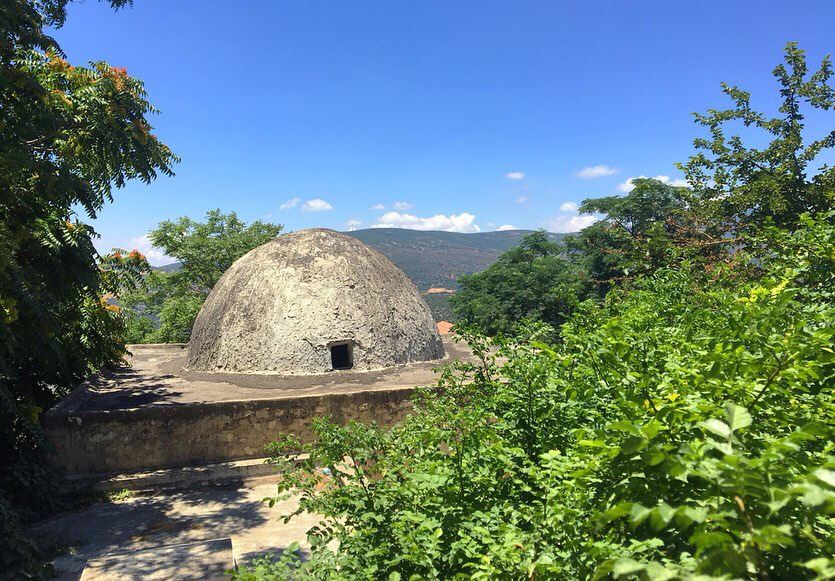
حمام تركي

هناك أمثلة على طقوس التعرق في الثقافات الأخرى، على الرغم من عدم وجود أي أهمية احتفالية أو روحانية في كثير من الأحيان، هذه الامثلة تشمل الاستخدامات المدنية حول العالم العديد من أشكال الحمامات الرومانية القديمة، وحمام البخار، والساونا، والبانيا الروسية، والمباني الإسلامية التي تسمى هامان أو الحمام التركي. هناك أصناف أخرى يستخدمها السكان الأصليون المتواجدون حول مضيق بيرينغ واليونانيون القدماء والفنلنديون الشماليون ولابلاندرز.
تاريخيا استخدمت بعض الثقافات الأوروبية التعرق للتطهير. وفي معظم الحالات، يكون الاستخدام في المقام الأول للتطهير الجسدي والدفء، ولكن في حالات أخرى، قد تكون الصلاة والأناشيد متضمنة. إن الثقافات الاسكندنافية ودول البلطيق وأوروبا الشرقية حمامات العرق تدمج مع تقاليد حمامات الساونا الخاصة بهم، والتي تقام داخل كوخ خشبي دائم. في حين أن حمامات الساونا الحديثة مدنية تمامًا، إلا أن هناك تقاليد قديمة للأغاني والطقوس في الساونا، والاعتراف بالروح التي تعيش في الساونا.
"كانت حمامات البخار مستخدمة بين القبائل السلتية، وكان بيت العرق يستخدم بشكل عام في أيرلندا حتى القرن الثامن عشر، وقد استمر حتى القرن التاسع عشر، وكان على شكل خلية نحل ومغطى بالطين. وقد تم اللجوء إليه بشكل خاص كعلاج لمرض الروماتيزم. تم بناء هذه الهياكل الدائمة من الحجر، وغالبًا ما توجد نسخ مربعة أو مقوسة "خلية نحل«، معظمها في المناطق الناطقة باللغة الأيرلندية والغيلية في أيرلندا واسكتلندا، على الرغم من أن معظمها يبدو حديثًا نسبيًا.» كانت طريقة البناء، وتسخين الهيكل، والاستخدام مختلفة عن أمثلة أمريكا الشمالية، ويبدو أنهم اعتُبروها علاجية في الوظيفة، مثل الساونا، وربما يستخدمها شخص واحد في كل مرة، نظرًا لصغر حجمها.

## روابط خارجية
Groark، Kevin P. (1997). "To Warm the Blood, to Warm the Flesh: The Role of the Steambath in Highland Maya (Tzeltal-Tzotzil) Ethnomedicine" (PDF). Journal of Latin American Lore. ج. 20 ع. 1: 3–96. مؤرشف من الأصل (PDF) في 2018-04-17. – Article on the use of the temazcal or sweatbath among the Tzeltal-Tzotzil Maya of Chiapas, Mexico

## فهرس
- Bucko، Raymond A. (1998). The Lakota Ritual Of The Sweat Lodge:: History and Contemporary Practice. University of Nebraska Press. ISBN:978-0-8032-1272-5.